# Philipp Dornauer

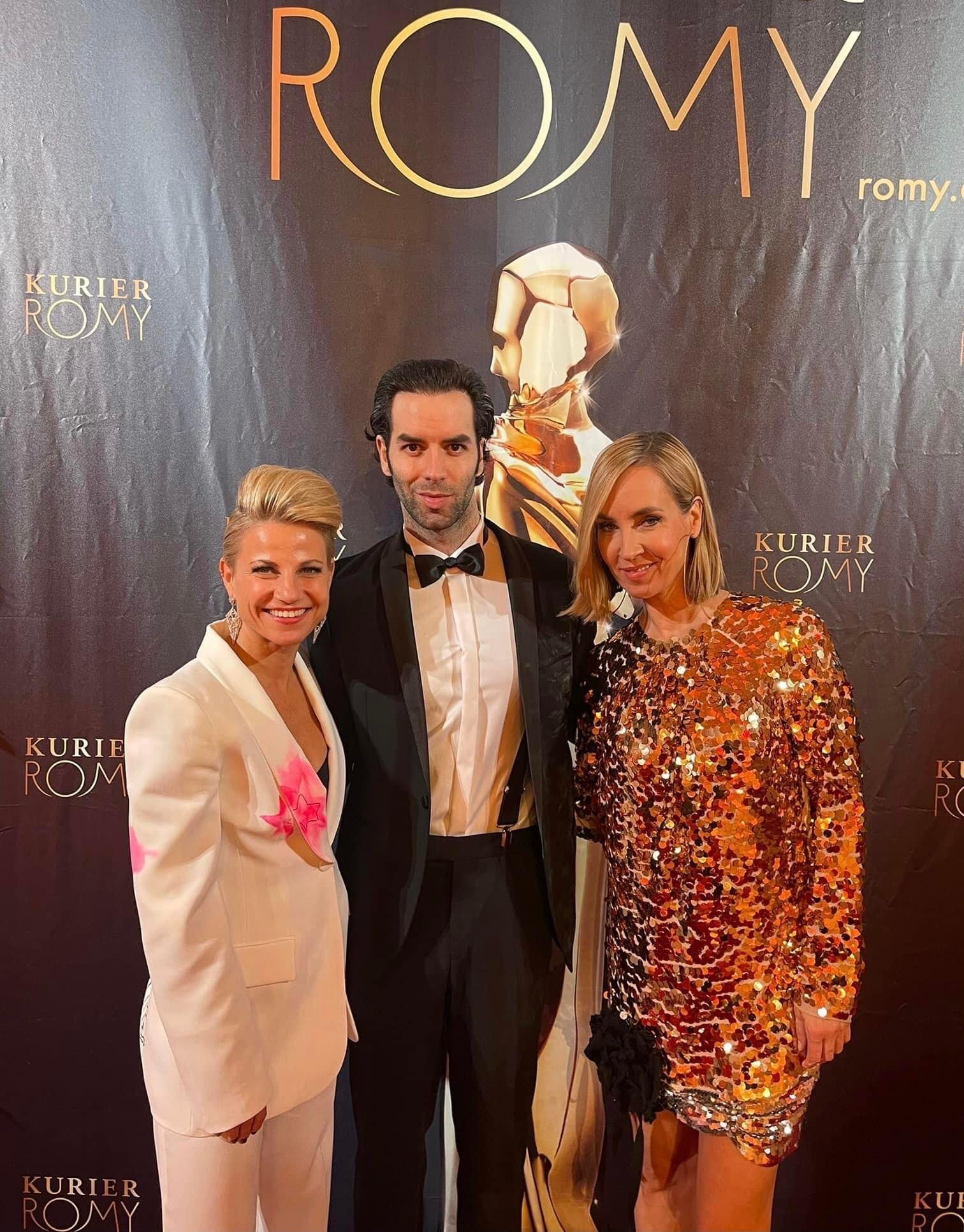
Philipp Dornauer (Mitte) mit Nadja Bernhard und Kristina Sprenger auf der Romy-Gala 2022

Philipp Dornauer (geboren am 10. August 1992) ist ein österreichischer Film- und Theaterschauspieler.
Einem breiten Publikum wurde Dornauer durch die Rolle des Hank Haberer in der Kinoadaption von Christine Nöstlingers Geschichten vom Franz bekannt.

## Leben
Dornauer absolvierte eine Tanzausbildung in Innsbruck, bevor er im Herbst 2017 sein Schauspielstudium an der Musik und Kunst Privatuniversität der Stadt Wien begann. Schon als Student trat Dornauer auf den verschiedensten Bühnen des Landes auf. Im Jahr 2018 mimte er in Ladies Night bei den Tiroler Volksschauspielen einen homosexuellen Stripper. Darauf folgte 2019 der Erfolg Verkaufte Heimat – Das Gedächtnis der Häuser von Felix Mitterer, in welchem er den italienischen Carabinieri Ettore spielte. Das Stück wurde aufgrund seiner Popularität vom ORF aufgezeichnet und im Fernsehen ausgestrahlt. Durch seine Größe und Statur übernahm der Schauspieler im selben Jahr die Rolle des Little John in Thomas Birkmeirs Inszenierung Robin Hood am Theater der Jugend in Wien. Im gleichen Jahr sowie im Jahr 2020 wurde er am Wiener Burgtheater für das Stück Dies Irae – Tage des Zorns unter der Regie von Kay Voges, dem Intendanten des Wiener Volkstheaters, engagiert.
Neben seiner Tätigkeit am Theater spielte Dornauer in Fernsehproduktionen wie Walking on Sunshine als Max Meier oder Schnell ermittelt. 2021 übernahm er die Rolle des schüchternen Konrad im Film Stockfinster von Jakob Fischer, der 2022 in der Kategorie Mittellanger Film für den Max Ophüls Preis nominiert war. Zuletzt erlangte er durch die Rolle des Influencers Hank Haberer in der Verfilmung von Christine Nöstlingers Geschichten vom Franz Berühmtheit.
Sein Bruder ist der Politiker Georg Dornauer.

## Filmografie

### Kino
- 2022: Stockfinster, Regie: Jakob Fischer
- 2022: Geschichten vom Franz, Regie: Johannes Schmid

### Fernsehen
- 2019: Walking on Sunshine, Regie: Andreas Kopriva
- 2020: Schnell ermittelt, Regie: Michael Riebl
- 2025: SOKO Donau/SOKO Wien – Blaulichtmilieu (Fernsehserie)

## Theater
- 2018: Ladies Night, Regie: Astrid Großgasteiger, Tiroler Volksschauspiele
- 2019: Robin Hood, Regie: Thomas Birkmeir, Theater der Jugend (Wien)
- 2019: Verkaufte Heimat – Das Gedächtnis der Häuser, Regie: Klaus Rohrmoser, Tiroler Volksschauspiele
- 2019/2020: Dies Irae – Tage des Zorns, Regie: Kay Voges, Burgtheater Wien